# Robert Vilahamn
Jan Robert Vilahamn, tidigare Karlsson, född 2 januari 1983 i Lysekils församling, Göteborgs och Bohus län, är en svensk fotbollstränare. Han har senast tränat Tottenham Hotspur FC Women i engelska högstadivisionen Women's Super League. Vilahamn är före detta fotbollsspelare (anfallare). Han är yngre bror till Fredrik Risp. 2016 grundade han Vilahamn Soccer Academy i Uganda.

## Spelarkarriär
Robert Vilahamn föddes och växte upp i Skalhamn, där han påbörjade sin fotbollskarriär i Lysekils FF. Han värvades år 2000 till IFK Göteborg vid 17 års ålder. Efter två säsonger i reservlaget så spelade han en och en halv säsong i A-laget och gjorde totalt 9 matcher i allsvenskan. Vilahamn gjorde också tre landskamper och ett mål för pojklandslaget. Hösten 2003 blev han utlånad till Bodens BK i superettan. Där gjorde han totalt nio matcher och två mål och hjälpte på så sätt Bodens BK att säkra kontraktet i superettan. 
År 2004–2005 spelade Robert Vilahamn med FC Trollhättan och efter det blev han värvad till Qviding FIF, som han 2006 spelade med i Superettan. 2007 började han spela med Ytterby IS i division 3. Han gjorde 27 mål på 22 matcher och vann inte bara skytteligan i division 3 utan också den Svenska Guldskon, vilket innebar att han gjorde flest mål av alla spelare i Sverige, från Allsvenskan ner till division 3.
2008 vann han serien med Ytterby IS och Robert noterades för 15 mål på 22 matcher. Året därpå agerade Vilahamn som spelande tränare för Ytterby IS i division 2 då han delade tränaransvaret med Martin Berggren. Debutsäsongen som tränare blev lyckosam då Ytterby IS vann division 2 och Vilahamn delade på vinsten i skytteligan med Gabriel Altemark Vanneryr, som båda gjorde 25 mål.
2010 gick det sämre för Ytterby som åkte ur division 1 södra. Vilahamn noterades för 10 mål och slutade på 10:e plats i skytteligan. Vilahamn var även spelande tränare under 2011 när Ytterby slutade på 7:e plats i division 2. 
2012–2014 var Vilahamn spelande assisterande tränare till Håkan Sandberg. Vilahamn spelade mestadels central mittfältare under dessa år och Ytterby höll mestadels till på nedre halvan av tabellen. 2015 lade han fotbollsskorna på hyllan och agerade enbart huvudtränare för Ytterby IS.

## Tränarkarriär
2020 blev Robert Vilahamn anställd som assisterande tränare för allsvenska klubben BK Häcken där han hjälpte laget att kvalificera sig till Europa Conference League. 
Under hösten 2021 fick han jobbet som huvudtränare för damlaget BK Häcken FF. Klubben kvalificerade sig till Women's Champions League 2022/2023 via en andraplats i Damallsvenskan 2021. BK Häcken nådde även finalen i Svenska cupen 2021/2022 och 2022/2023. 
Den 7 juli 2023 annonserades Vilahamn som ny huvudtränare för Tottenham Hotspur FC Women i engelska högstadivisionen Women's Super League. Han lämnade BK Häcken FF i serieledning i Damallsvenskan 2023 efter 17 omgångar.
Den 8 juni 2025 meddelades att Vilahamns anställningskontrakt avslutas av klubben. Detta gjordes efter att laget slutat på elfte plats i Women's Super League.